# کاسته‌دم‌ها
کاسته‌دم‌ها یا وشم‌های کاسته‌دم (نام علمی: Nothura) نام یک سرده از زیرخانواده وشم‌های بیابانی است.